# Lipniak (gmina Szypliszki)
Lipniak – wieś w Polsce położona w województwie podlaskim, w powiecie suwalskim, w gminie Szypliszki.
Wieś królewska ekonomii grodzieńskiej położona była w końcu XVIII wieku  w powiecie grodzieńskim województwa trockiego. W latach 1954–1957 wieś należała i była siedzibą władz gromady Lipniak, po jej zniesieniu w gromadzie Szypliszki. W latach 1975–1998 miejscowość należała administracyjnie do województwa suwalskiego.
Przez miejscowość przebiega droga krajowa nr 8.